# Muurame
Muurame [ˈmuːrɑmɛ] ist eine Gemeinde mit 10.486 Einwohnern (Stand 31. Dezember 2022) im Einzugsbereich der Stadt Jyväskylä in Mittelfinnland.

## Geographie
Muurame liegt rund 16 Kilometer südwestlich der Großstadt Jyväskylä. Seit der Eingemeindung von Korpilahti und der Landgemeinde Jyväskylä umgibt das administrative Stadtgebiet Jyväskyläs Muurame in drei Richtungen. Im Osten grenzt Muurame an die Gemeinde Toivakka.
Das Gemeindezentrum von Muurame liegt auf einer Landenge zwischen den Seen Päijänne und Muuratjärvi. Der namensgebende Muurame-Fluss fließt durch das Gemeindezentrum aus dem Muuratjärvi in den niedriger gelegenen Päijänne. Rund ein Viertel der Gemeindefläche wird von Seen eingenommen.
Die Mehrzahl der Einwohner Muurames, etwa 6500 Menschen, leben im Gemeindezentrum und den umliegenden Wohngebieten Kotiranta-Paavalinvuori, Hautalanmäki-Tervamäki, Rajala-Sulunsalmi, Verkkoniemi-Velkapohja, Jaakkola und Pitkälä-Riihiniemi. In weiterer Entfernung vom Zentrum liegen die Ortsteile Kinkonmaa (1000 Einwohner; 8 Kilometer entfernt), Isolahti (450 Einwohner; 15 Kilometer entfernt) und Niittyaho (450 Einwohner; 5 Kilometer entfernt).
Die Staatsstraße 9 (E 63) von Turku nach Kuopio führt in Nord-Süd-Richtung durch das Zentrum von Muurame und verbindet es mit dem nahegelegenen Jyväskylä. Ab dem Nordrand von Muurame ist die Straße autobahnartig ausgebaut. Parallel zu der Staatsstraße verläuft die Eisenbahnstrecke von Tampere nach Jyväskylä durch Muurame, die Gemeinde hat aber keinen eigenen Bahnhof.

## Geschichte
Im Gebiet von Muurame gab es lange keine sesshafte Besiedlung, die Wildmark wurde aber von den Hämeern als Jagdgrund genutzt. Die ersten Gehöfte in Muurame entstanden erst im 15. Jahrhundert. Im 16. Jahrhundert wanderten Neusiedler aus der Region Savo ein. Das Dorf Muurame gehörte zu jener Zeit zum Kirchspiel Jämsä.
Als 1865 die Verwaltung der politischen Gemeinden von der Kirchenverwaltung getrennt wurde, wurde Muurame Teil der Gemeinde Korpilahti. Von dieser spaltete sie sich 1921 als eigenständige Gemeinde ab. Im Jahr 1924 spaltete sich von Muurame die auf einer Insel im Päijänne-See gelegene Gemeinde Säynätsalo ab. Nachdem letztere in mehreren Phasen weitere Gebiete hinzugewonnen hatte, wurde sie 1994 als Exklave der Stadt Jyväskylä, mit der sie zu dem Zeitpunkt keine gemeinsame Landgrenze hatte, angegliedert.

## Politik
Die stärkste Partei in Muurame sind die Sozialdemokraten mit zehn von 35 Sitzen im Gemeinderat, der höchsten Entscheidungsinstanz bei lokalen Angelegenheiten, dicht gefolgt von der Zentrumspartei mit neun Sitzen. Auch die dritte große Partei Finnlands, die Nationale Sammlungspartei, ist mit sieben Abgeordneten recht stark. Weiterhin im Stadtrat vertreten sind das Linksbündnis mit vier, die Christdemokraten drei sowie der Grüne Bund und die rechtspopulistischen Wahren Finnen mit je einem Sitz. Gemeindedirektor von Muurame ist seit 2004 Ari Ranta-aho.
| Partei                    | Wahlergebnis 2008 | Sitze |
| ------------------------- | ----------------- | ----- |
| Sozialdemokraten          | 27,5 %            | 10    |
| Zentrumspartei            | 25,9 %            | 9     |
| Nationale Sammlungspartei | 20,5 %            | 7     |
| Linksbündnis              | 11,1 %            | 4     |
| Christdemokraten          | 8,0 %             | 3     |
| Wahre Finnen              | 3,2 %             | 1     |
| Grüner Bund               | 3,0 %             | 1     |

Das von Ahti Hammar entworfene Gemeindewappen zeigt im roten Feld eine silberne Moltebeere mit goldener Frucht.
Muurame unterhält Städtepartnerschaften mit der norwegischen Kommune Vinje (seit 1986) und Alatskivi in Estland (seit 1992).

## Wirtschaft
Muurame liegt im wirtschaftlichen Einzugsbereich Jyväskyläs und weist daher eine städtische Gewerbestruktur auf.
Die Wirtschaft der Gemeinde hat nach der Wirtschaftskrise der Neunzigerjahre einen steilen Aufschwung erlebt. Die Arbeitslosenquote, im Jahr 2000 noch bei 13,2 Prozent, lag 2006 bei nur noch 8 Prozent. Gleichzeitig ist die Einwohnerzahl von 8250 im Jahr 2001 auf 10.486 (Stand 31. Dezember 2022) angestiegen.
Von den berufstätigen Einwohnern sind 58,7 Prozent im Dienstleistungssektor und 31,4 Prozent in der Industrie beschäftigt. Die größten industriellen Arbeitgeber gehören überwiegend der Maschinenbaubranche an oder sind im Umfeld der holzverarbeitenden Industrie angesiedelt. Von einiger Bedeutung ist auch der Tourismus. Im Sommer verbringen zahlreiche Familien ihren Urlaub in eigenen oder angemieteten Mökkis am Seeufer, im Winter ist die Hauptattraktion das Skizentrum Riihivuori. Dieser „Idiotenhügel“ ist mit 5 Skilifts ausgestattet und ermöglicht auf 8 Pisten Abfahrten mit einem Höhenunterschied von bis zu 120 Metern.

## Baudenkmäler

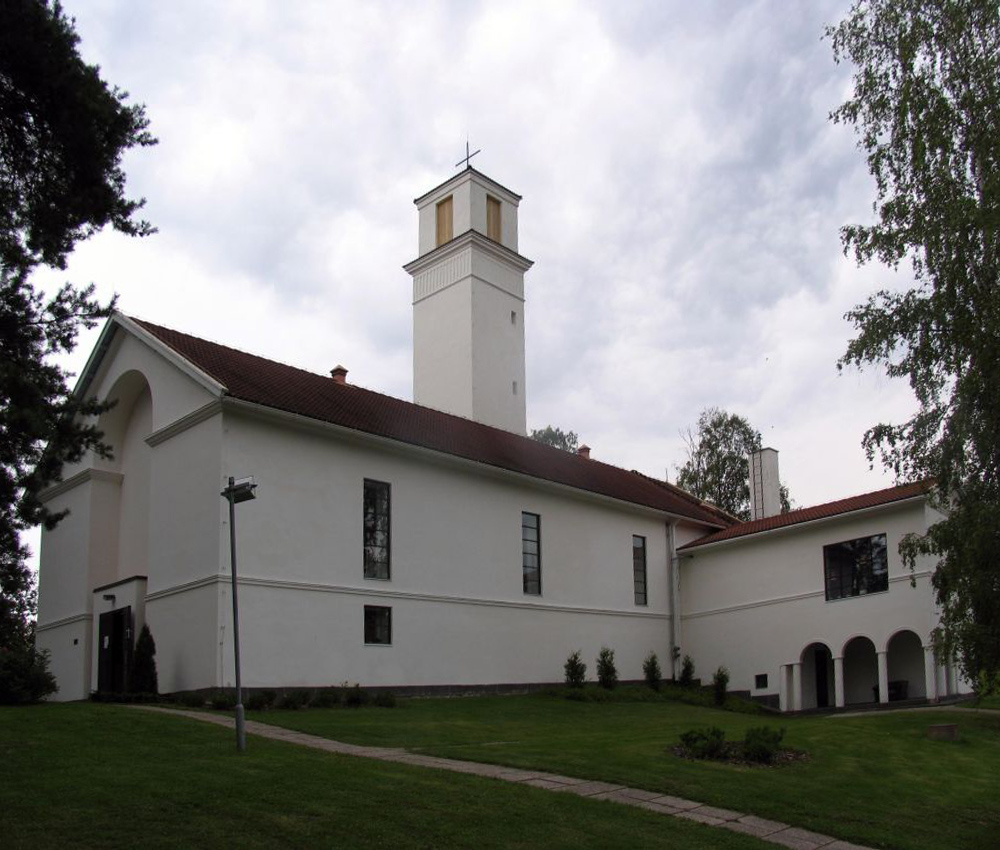
Die Kirche von Muurame

Von architektonischem Interesse ist die 1929 nach Plänen von Alvar Aalto fertiggestellte Pfarrkirche von Muurame. Sie ist Aaltos erster Kirchenbau und vereint neoklassizistische und funktionalistische Stilmerkmale. Insbesondere ist ihr der Einfluss der Renaissance-Basiliken Italiens anzumerken, die Aalto 1924 auf seiner Hochzeitsreise besichtigte. So ist  der Grundriss der einschiffigen Langkirche, insbesondere aber das Eingangsportal an der Westseite in seiner Gestaltung als stilisierter Triumphbogen Albertis Sant’Andrea in Mantua nachempfunden. Der Eingang des kleinen Südvorbaus ist als Loggia gestaltet, der etwas versetzt an der Ostseite stehende Glockenturm als Campanile. Im Innenraum wird die italienische Thematik im Fresko der Apsis aufgegriffen; das Werk des Kunstmalers William Lönnberg (Petrus und Johannes heilen den Gelähmten vor der Schönen Tür des Tempels zu Jerusalem) ist im Stil florentinischer Meister gehalten. Der streng gestaltete Innenraum wurde 1979 grundlegend umgestaltet, so dass Aaltos Werk hier nicht mehr im Originalzustand besichtigt werden kann.
Eine weitere Sehenswürdigkeiten ist das „Saunadorf“, ein Freilichtmuseum mit 30 historischen Saunen aus verschiedenen Teilen Finnlands. Das Klinikum von Kinkomaa bei Muurame wurde 1930 als Tuberkulosesanatorium fertiggestellt, heute ist der funktionalistische Krankenhauskomplex denkmalgeschützt.

## Söhne und Töchter
- Jukka Rauhala (* 1959), Ringer
- Pekka Rauhala (* 1960), Ringer
- Mikko Ronkainen (* 1978), Freestyle-Skier
- Emilia Nyström (* 1983), Beachvolleyballspielerin
- Erika Nyström (* 1983), Beachvolleyballspielerin
- Harri Pesonen (* 1988), Eishockeyspieler